# Örkény
Örkény [erkéň] (ukrajinsky Еркень, Erkeň) je město v Maďarsku v župě Pest, spadající pod okres Dabas. Nachází se asi 34 km jihovýchodně od Budapešti. V roce 2015 zde žilo 4 810 obyvatel. Dle údajů z roku 2011 je tvoří 88 % Maďaři, 20,2 % Romové a 0,5 % Rumuni.
V blízkosti Örkény prochází dálnice M5. Na Örkény je zde výjezd 53.
Nejbližšími městy jsou Albertirsa, Dabas, Lajosmizse a Újhartyán. Blízko jsou též obce Dánszentmiklós, Hernád, Pusztavacs, Táborfalva a Tatárszentgyörgy.